# YUBA liga 1988-1989
La YUBA liga 1988-1989 è stata la 45ª edizione del massimo campionato jugoslavo di pallacanestro maschile. La vittoria finale è stata ad appannaggio della Jugoplastika Spalato.

## Regular season
|     | Squadra               | G  | V  | P  | PF    | PS    | Pt. | Qualificazione |
| --- | --------------------- | -- | -- | -- | ----- | ----- | --- | -------------- |
| 1.  | Partizan Belgrado     | 22 | 16 | 6  | 2.096 | 1.879 | 38  | playoff        |
| 2.  | Jugoplastika Spalato  | 22 | 16 | 6  | 1.940 | 1.729 | 38  | playoff        |
| 3.  | Bosna Sarajevo        | 22 | 15 | 7  | 1.911 | 1.776 | 37  | playoff        |
| 4.  | Stella Rossa Belgrado | 22 | 14 | 8  | 1.921 | 1.843 | 36  | playoff        |
| 5.  | Zadar                 | 22 | 14 | 8  | 1.920 | 1.710 | 36  |                |
| 6.  | Olimpija Lubiana      | 22 | 14 | 8  | 2.059 | 1.799 | 36  |                |
| 7.  | Cibona Zagabria       | 22 | 12 | 10 | 1.936 | 1.919 | 34  |                |
| 8.  | IMT Belgrado          | 22 | 10 | 12 | 2.016 | 2.081 | 32  |                |
| 9.  | Vojvodina Novi Sad    | 22 | 9  | 13 | 1.902 | 1.932 | 31  |                |
| 10. | Šibenka               | 22 | 6  | 16 | 1.906 | 2.172 | 28  | retrocesse     |
| 11. | Prvi partizan Užice   | 22 | 3  | 19 | 1.707 | 2.125 | 25  | retrocesse     |
| 12. | Borac Čačak           | 22 | 3  | 19 | 1.844 | 2.277 | 25  | retrocesse     |

## Playoff
|  | Semifinali | Semifinali   | Semifinali |              |    | Finale   | Finale | Finale |  |
|  |            |              |            |              |    |          |        |        |  |
|  | 1.         | Partizan     | 2          |              |    |          |        |        |  |
|  | 1.         | Partizan     | 2          |              |    |          |        |        |  |
|  | 4.         | Stella Rossa | 1          |              |    |          |        |        |  |
|  | 4.         | Stella Rossa | 1          |              | 1. | Partizan | 0      |        |  |
|  |            |              |            |              | 1. | Partizan | 0      |        |  |
|  |            |              | 2.         | Jugoplastika | 3  |          |        |        |  |
|  | 2.         | Jugoplastika | 2.         | Jugoplastika | 3  | 2        |        |        |  |
|  | 2.         | Jugoplastika |            |              |    |          |        |        |  |
|  | 3.         | Bosna        | 0          |              |    |          |        |        |  |

| YUBA liga 1988-1989            |
| ------------------------------ |
| Jugoplastika Spalato 4º titolo |

## Formazione vincitrice
| N° | Naz.                  | Ruolo | Sportivo          |  | Alt. |  |
| -- | --------------------- | ----- | ----------------- |  | ---- |  |
|    | Jugoslavia (bandiera) | P     | Zoran Sretenović  |  | 191  |  |
|    | Jugoslavia (bandiera) | G     | Velimir Perasović |  | 195  |  |
|    | Jugoslavia (bandiera) | A     | Toni Kukoč        |  | 211  |  |
|    | Jugoslavia (bandiera) | C     | Goran Sobin       |  | 206  |  |
|    | Jugoslavia (bandiera) |       | Ivica Burić       |  |      |  |
|    | Jugoslavia (bandiera) | C     | Žan Tabak         |  | 213  |  |
|    | Jugoslavia (bandiera) | P     | Duško Ivanović    |  | 196  |  |
|    | Jugoslavia (bandiera) | AC    | Dino Rađa         |  | 212  |  |
|    | Jugoslavia (bandiera) |       | Petar Vučica      |  |      |  |
|    | Jugoslavia (bandiera) |       | Paško Tomić       |  |      |  |
|    | Jugoslavia (bandiera) | A     | Teo Čizmić        |  | 205  |  |
|    | Jugoslavia (bandiera) | P     | Luka Pavićević    |  | 185  |  |
|    | Jugoslavia (bandiera) | All.  | Božidar Maljković |  |      |  |